# Bodemstructuur

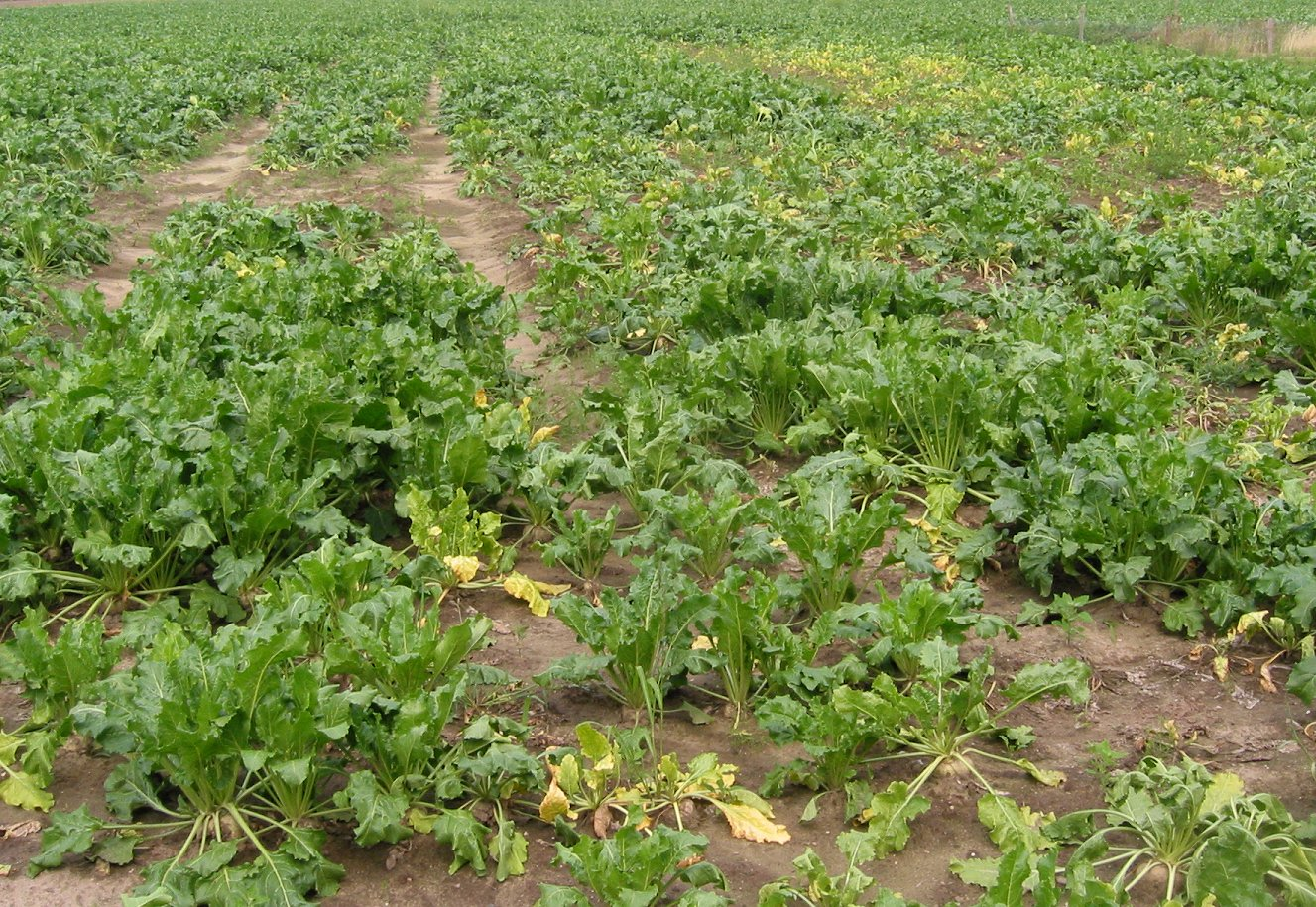
Slechte bodemstructuur bij een akker met suikerbieten op klei

De bodemstructuur of bodemmorfologie is de onderlinge rangschikking en samenhang van de vaste gronddeeltjes. Het speelt een zeer belangrijke rol bij de groei van planten. De vaste gronddeeltjes bestaan uit mineralen (zand, klei en silt) en dode organische stof.
De bovenste laag grond vormt de bouwvoor, waarin de meeste wortelvorming plaatsvindt. Hierin zijn de vaste gronddeeltjes aaneengekleefd tot aggregaten waardoor een kruimelstructuur ontstaat. Deze aggregaten liggen min of meer los van elkaar. Tussen en in de aggregaten zitten poriën, die lucht en water kunnen bevatten. De kleine poriën zijn in staat water vast te houden en de grote zijn meestal gevuld met lucht.
Bij een goede bodemstructuur wordt in natte perioden overtollig water snel afgevoerd en blijft er voor droge perioden voldoende water achter. Ook is dan een goede bodemventilatie mogelijk.
Bij een slechte bodemstructuur neemt in het algemeen de doorlatendheid af, komen er te veel kleine poriën en vallen de aggregaten uiteen in losse gronddeeltjes. Op zandgronden kan door trillingen van bijvoorbeeld tractors en machines verdichting optreden, doordat de zandkorrels dichter bij elkaar komen te liggen. Hierdoor wordt de waterafvoer slechter en kunnen de plantenwortels moeilijker de grond indringen. Veel tredplanten kunnen door bodemverdichting juist bevoordeeld worden doordat zij zijn aangepast aan het overleven in dergelijke bodems. Tredplanten vormen op dergelijke bodems vaak een tredvegetatie.
Humus verbetert de bodemstructuur doordat het de gronddeeltjes aan elkaar bindt (maar niet zo sterk dat er kluiten ontstaan), en doordat het vocht goed kan vasthouden.
Een slechte structuur ontstaat vaak bij het oogsten onder natte omstandigheden, vooral bij kleigronden. De structuur van kleigrond kan zich in de winter herstellen dankzij de inwerking van vorst. De structuur van grond kan actief verbeterd worden door het humusgehalte te verhogen. Een van de mogelijkheden hiervoor is het verbouwen van groenbemestingsgewassen of het gebruik van organische mest, waardoor tevens de bodemvruchtbaarheid toeneemt.

## Structuurvormen

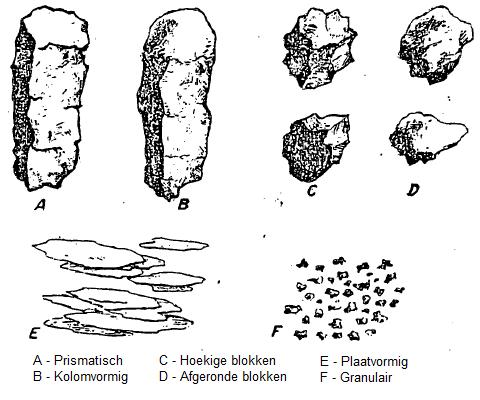
Bodemstructuurvormen

Internationaal worden er zes structuurvormen onderscheiden. Dit zijn:
- prismatisch (prismatic) - verticaal langwerpige structuuraggregraten met vaak wat onduidelijke of vlakke bovenzijde
- kolomvormig (columnar) - als prismastructuren, maar met duidelijke en afgeronde bovenzijde
- hoekige blokken (angular blocky) - hoekige blokvormige structuren
- afgeronde blokken (subangular blocky) - afgeronde blokvormige structuren
- plaatvormig (platy) - plaatvormige structuren
- granulair (granular) - min of meer ronde tot veelhoekige kruimelvormige structuren